# 月刊TVガイドビデオコレクション
『月刊TVガイドビデオコレクション』（げっかんテレビガイドビデオコレクション、題字表記：VIDEO COLLECTION）とは、かつて東京ニュース通信社が発行していたビデオ情報誌である。1983年1月より臨時増刊から月刊になり、1991年2月号をもって定期刊行を終了した。

## 概要
テレビ情報誌『週刊TVガイド』のビデオ版的な位置づけとして1983年1月1日に創刊された。その後、乱立状態となるビデオ雑誌の先駆けである。定期刊行以前に週刊TVガイドの増刊として1982年に2回発行されている。

### 特徴
本誌の特徴は日本にレンタルビデオという業種が発生したことに合わせて刊行された点にあり、ソフトに重きを置いた雑誌であった。初期は輸入ビデオの情報、中期はレンタルビデオの情報、後期は海外エンターテイメント全般の情報が充実していた。特に初期のころは記事はもちろん広告に至るまで、この雑誌からしか得られない情報ばかりであり非常に特異な存在の雑誌であった。サブカルチャー情報もふんだんに盛り込まれており、東京ニュース通信社発行雑誌特有のサブカル傾倒はこの雑誌が初出である。
コラムの数も非常に多く、最盛期には10本以上にも及ぶ。芦屋小雁や小倉智昭など、著名なコレクターが連載をしていた。
80年代末頃になるとビデオ情報を扱う雑誌が飽和状態になり本雑誌も売り上げが低迷するようになる。ビデオ情報以外も積極的に扱い、路線を徐々に総合エンタメ雑誌に転換しようとするも売り上げは回復せず1991年2月号で廃刊となる。